# Мария-Тереза Бурбон-Сицилианска
Мария Тереза Магдалена Бурбон-Сицилианска (на италиански: Maria Teresa Magdalena di Borbone, Principessa delle Due Sicilie; * 15 януари 1867 в Цюрих; † 1 май 1909 в Кан) е принцеса от Двете Сицилии, графиня на Трани, и чрез женитба княгиня на Хоенцолерн (8 юни 1905 – 1 май 1909).
Тя е единствена дъщеря на принц Лудвиг Бурбон-Сицилиански, граф на Трани (1838 – 1886) и съпругата му херцогиня Матилда Лудовика Баварска (1843 – 1925), дъщеря на баварския херцог Максимилиан Йозеф Баварски (1808 – 1888) и Лудовика Баварска (1808 – 1892). Внучка е на Фердинанд II (1810 – 1859), крал на Двете Сицилии, и втората му съпруга ерцхерцогиня Мария Тереза Австрийска (1816 – 1867). Майка ѝ Матилда Лудовика Баварска е сестра на австрийската императрица Елизабет (Сиси) (1837 – 1898), която е омъжена за австрийския император Франц Йосиф I, и на кралица Мария (1841 – 1925), омъжена за Франческо II, крал на Двете Сицилии.
Мария Тереза цял живот е много добра приятелка с братовчедката си ерцхерцогиня Мария Валерия Австрийска.
Мария Тереза Бурбон-Сицилианска страда много години от болест на гръбначния мозък. Тя умира вероятно от множествена склероза на 1 май 1909 г. на 42 години в Кан, Франция.

## Фамилия
Мария Тереза Бурбон-Сицилианска се омъжва на 27 юни 1889 г. в Зигмаринген за наследствения принц и по-късен княз Вилхелм фон Хоенцолерн (* 7 март 1864; † 22 октомври 1927), най-големият син на княз Леополд фон Хоенцолерн-Зигмаринген (1835 – 1905) и инфанта Антония Мария Португалска (1845 – 1913). Те имат три деца:
- Августа Виктория Вилхелмина Антония Матилда Лудовика Йозефина Мария Елизабет (* 19 август 1890, Потсдам; † 29 август 1966, Мюнххьоф), последната кралица на Португалия, омъжена I. на 4 септември 1913 г. в дворец Зигмаринген за бившия крал Мануел II Португалски (1889 – 1932), II. на 23 април 1939 г. в Орзинген/ Лангенщайн за граф Карл Роберт Дуглас фон Лангенщайн (1880 – 1955); няма деца
- Фридрих Виктор Пиус Александер Леополд Карл Теодор Фердинанд (* 30 август 1891, Хайлгендам, Мекленбург; † 6 февруари 1965, Краухенвиз), княз, шеф на бившия княжески род Хоенцолерн, женен на 2 юни 1920 г. в дворец Сибиленорт, Силезия за принцеса Маргарета Карола Вилхелмина Саксонска (* 24 януари 1900; † 16 октомври 1962), дъщеря на крал Фридрих Август III Саксонски (1865 – 1932) и Луиза Австрийска-Тоскана (1870 – 1947); имат седем деца
- Франц Йозеф Мария Лудвиг Антон Тасило (* 30 август 1891, Хайлгендам, Мекленбург; † 3 април 1964), принц на Хоенцолерн-Емден, женен на 25 май 1921 г. в дворец Сибиленорт, Силезия за принцеса Мария Аликс Саксонска (* 27 септември 1901; † 11 декември 1990), дъщеря на крал Фридрих Август III Саксонски и Луиза от Австрия-Тоскана; имат четири деца

Вилхелм фон Хоенцолерн се жени втори път през 1915 г. за принцеса Аделгунда Баварска (1870 – 1958), най-голямата дъщеря на крал Лудвиг III Баварски (1845 – 1921), последният крал на Бавария (1913 – 1918).
- Мария Тереза с дъщеря си Августа Виктория (1890)
- Дъщеря ѝ Августа Виктория, последната кралица на Португалия
- Син ѝ Фридрих Виктор и съпругата му Маргарета (1921)
- Син ѝ Франц Йозеф